# Detergente

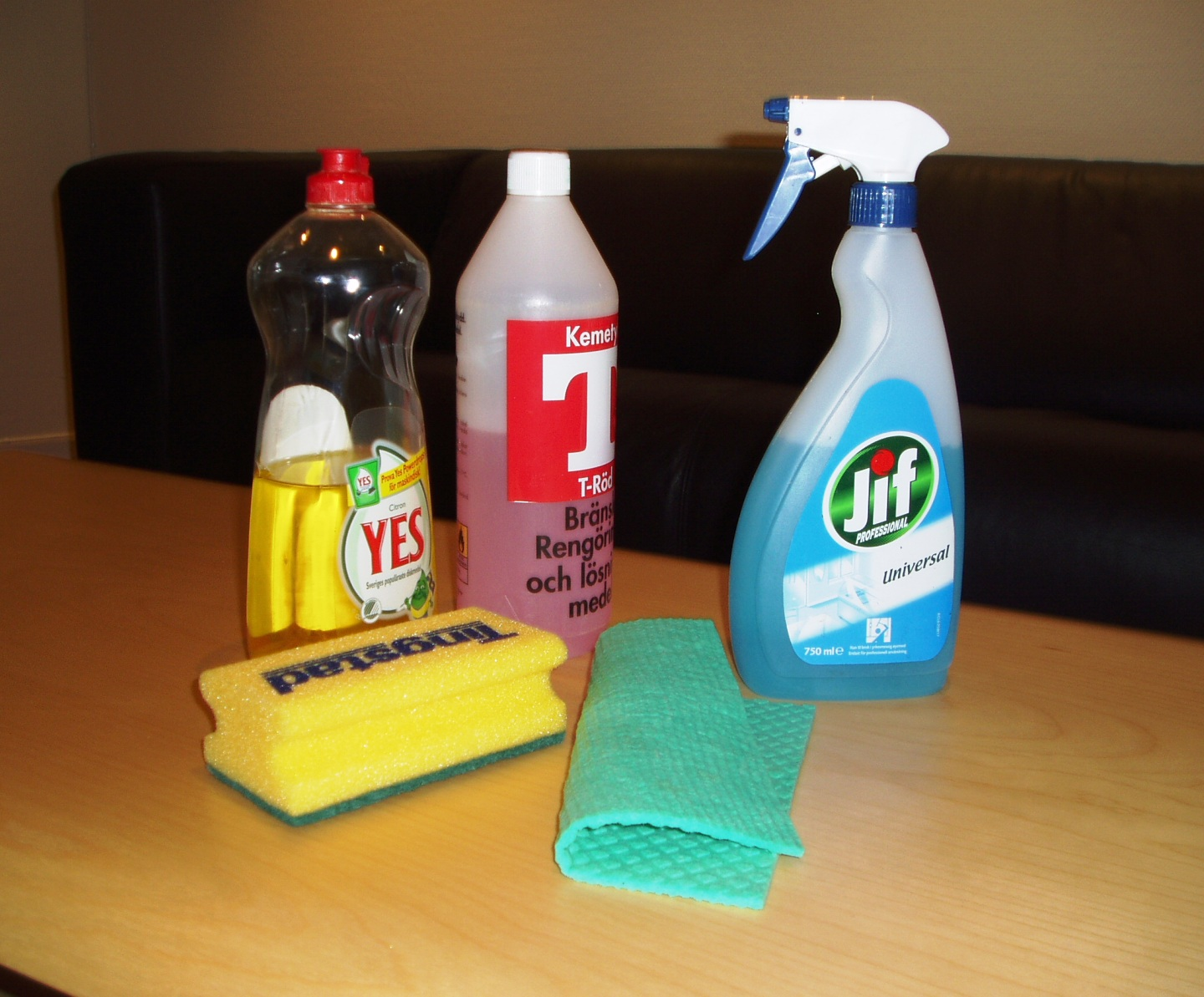
Alcuni detergenti

Un detergente è composto da una miscela di sostanze chimiche in polvere o liquide che servono a rimuovere lo sporco da una superficie.
In italiano il termine "detersivo" è spesso utilizzato per prodotti impiegati nella pulizia delle superfici dure (pavimenti, piatti, finestre) e dei tessuti, mentre con "detergente" si indicano in genere prodotti più delicati utilizzati per esempio per la pulizia del corpo.
Sebbene i moderni detergenti nascano molto indietro nel tempo, il loro utilizzo su vasta scala inizia solo dopo la Seconda guerra mondiale. Il sapone è stato per secoli l'unico detersivo/detergente utilizzato dall'uomo; il sapone però nulla ha a che vedere con i moderni detersivi e detergenti a base di tensioattivi. I primi detersivi crearono però grossi problemi di inquinamento in quanto la formulazione non prevedeva la biodegradabilità; alcuni componenti creavano inquinamento ambientale, come ad esempio il fosfato di sodio che favoriva l'eutrofizzazione e che fu sostituito nelle formulazioni dalle zeoliti.
I tensioattivi cationici riescono a legarsi a superfici con carica negativa, come le pareti dei batteri gram positivi, modificandone la permeabilità e portando alla morte del microrganismo.

## Componenti
I componenti principali di un detergente sono:
- tensioattivi per emulsionare lo sporco. In effetti le uniche sostanze che lavano.
- sequestranti per addolcire l'acqua.
- candeggianti (ad esempio ipoclorito di sodio, perborato di sodio, acqua ossigenata) per sbiancare. Sono utilizzati solo nei prodotti per bucato.
- enzimi per decomporre lo sporco formato da proteine, grassi o carboidrati.
- solventi come etanolo, isopropanolo o ammoniaca.
- altri componenti per il controllo della schiumosità, profumi, coloranti, azzurranti ottici, emulsionanti, addensanti.

## Tipologie e classificazioni

### Classificazione in base all'utilizzo[6][11][12][13]
- Detergente per bucato a mano o in lavatrice
  - In polvere o in pastiglia per lavatrice
  - Liquidi per lavatrice
  - Ammorbidenti
  - Smacchiatori
  - Candeggianti a base di ipoclorito o acqua ossigenata
- Detergente per superfici dure
  - Multiuso
  - Disincrostanti\anticalcare
  - Per i servizi igienici
  - Per la pulizia dei metalli
- Detergente per pavimenti
  - Liquidi con solventi o non
- Detergente per stoviglie
  - Liquidi per il lavaggio a mano
  - Polveri o pastiglie per lavaggio meccanico
  - Brillantanti per stoviglie per lavaggio meccanico
- Detergenti per la pulizia del corpo
  - Dentifrici
  - Shampoo
  - Bagnoschiuma
  - Sapone liquido per le mani
  - Detergente Intimo
  - Detergente per il viso\struccante
  - Sali da Bagno
  - Saponetta

### Classificazione in base al pH[14][15][16][17]
- Detergenti a base acida (pH da 0 a 5)
- Detergenti a base alcalina (pH da 8 a 14)
- Detergenti neutri (pH da 6 a 7)

## Impatto ambientale e sulla salute

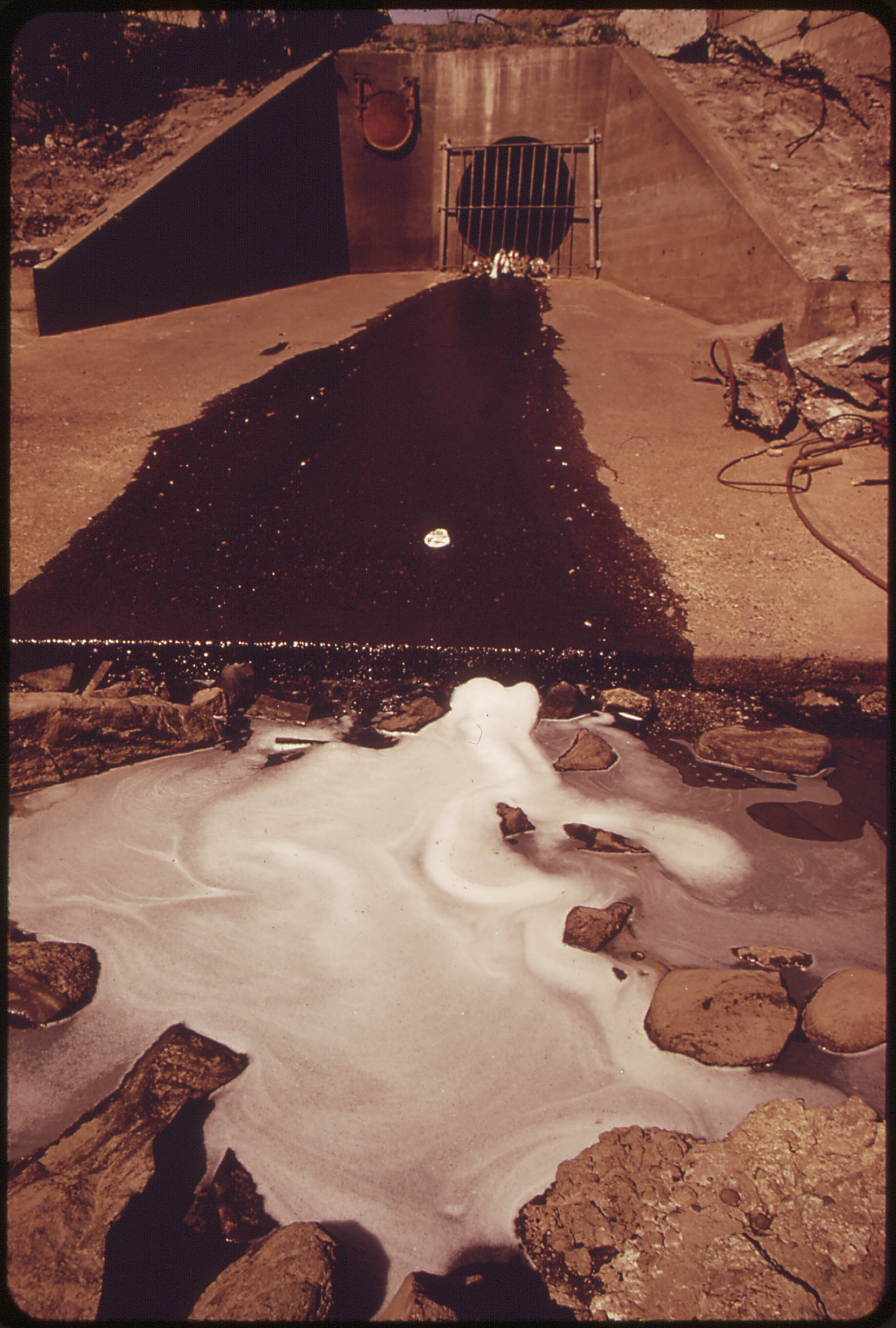
Per il Progetto Documerica (1971-1977), l'Agenzia per la protezione ambientale (EPA) ha assunto fotografi freelance per acquisire immagini relative a problemi ambientali, tra cui l'inquinamento causato da detergenti.

Alcuni detergenti contengono sostanze chimiche nocive che possono avere un impatto negativo sull'ambiente se disperse in esso e alla salute se a contatto con determinate parti del corpo o se ingerite o inspirate, ad esempio:
- Fosfati, legati a malattie cardiovascolari (cuore) e osteoporosi. Queste tossine sono particolarmente dannose per l'ambiente marino se disperse nelle acque reflue del lavaggio. Alcuni Stati hanno inserito restrizioni di queste sostanze nei detergenti[22][23][24].
- Candeggina, spesso usata per schiarire i bianchi, i suoi fumi tossici provocano distress respiratorio e al contatto con la pelle e gli occhi è in grado di provocare ustioni caustiche[25][26][27][28].
- Formaldeide, una sostanza chimica solitamente associata alla conservazione dei cadaveri. Questo ingrediente tossico, classificato dall'EPA , è un probabile cancerogeno di classe B1[29][30][31].
- Solfato di ammonio e ammonio quaternario: agenti detergenti aggressivi corrosivi e tossici. Possono causare danni agli occhi, alla pelle e ai polmoni anche con un'esposizione minima[21][32].
- Il diossano è un cancerogeno ed è noto per rappresentare un rischio di combustione. L'esposizione a questa tossina può danneggiare i reni, i polmoni, il sistema nervoso centrale, gli occhi, la pelle e la funzione respiratoria[21][33][34].
- Benzene[35][36][37], un composto chimico che a temperatura ambiente e pressione atmosferica si presenta sotto forma di liquido volatile incolore altamente infiammabile, dall'odore caratteristico.
- Nonilfenolo etossilato, un composto organico di sintesi utilizzato come tensioattivo, che causa possibili irritazioni[38][39].
- Sodio lauriletere solfato, noto per la possibilità di irritare la pelle umana[40], un tensioattivo e detergente usato in molti tipi di prodotti.
- Alcol etossilato (AE)[38]
- Ossido di ammina[38]
- Glicole polietilenico[41][42] (PEG), un polimero preparato per polimerizzazione dell'ossido di etilene; è il polietere che riveste la maggiore importanza commerciale per volumi di produzione e applicazioni.
- I nonilfenoli etossilati[43][44] (NPE), un composto organico di sintesi utilizzato come tensioattivo. Le preoccupazioni circa l'impatto ambientale di questo composto e simili sono aumentate a partire dal 1990, di conseguenza il commercio di questa classe di detergenti è stato limitato in Europa, e questi composti non si trovano più nei prodotti per bucato negli Stati Uniti[45][46].
- Etanolo[47], un alcol a catena alchilica lineare, la cui formula di struttura condensata è CH3CH2OH.
- Ammorbidenti[48][49][50], un preparato che si aggiunge al detersivo per rendere morbidi i tessuti nel bucato domestico, tipicamente durante il ciclo di risciacquo della lavatrice.
- Coloranti[51]
- Ftalati[52][53], esteri dell'acido ftalico. Sono sostanze in genere poco solubili in acqua, molto solubili negli oli e poco volatili. In genere si presentano come liquidi incolori.
- Enzimi[54][55]. Diversi detergenti contengono enzimi per velocizzare la degradazione delle proteine e dei lipidi che compongono le macchie.

Un altro possibile danno per l'ambiente può essere causato dalla dispersione dei packaging dei detergenti nell'ambiente.

## Galleria d'immagini

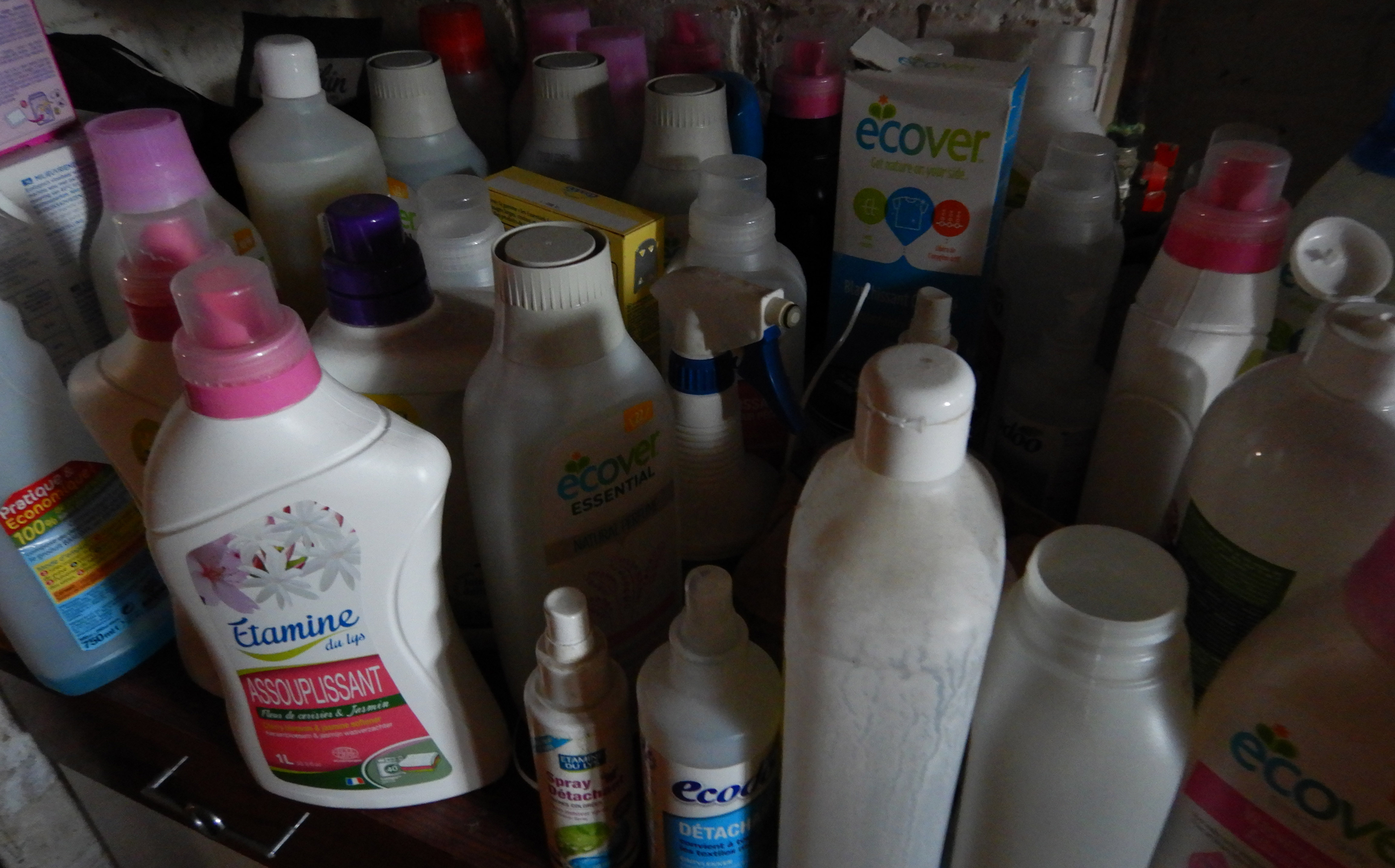
Sul mercato sono presenti molti detersivi per lavatrice, ammorbidenti e prodotti correlati (smacchiatori, ecc.).
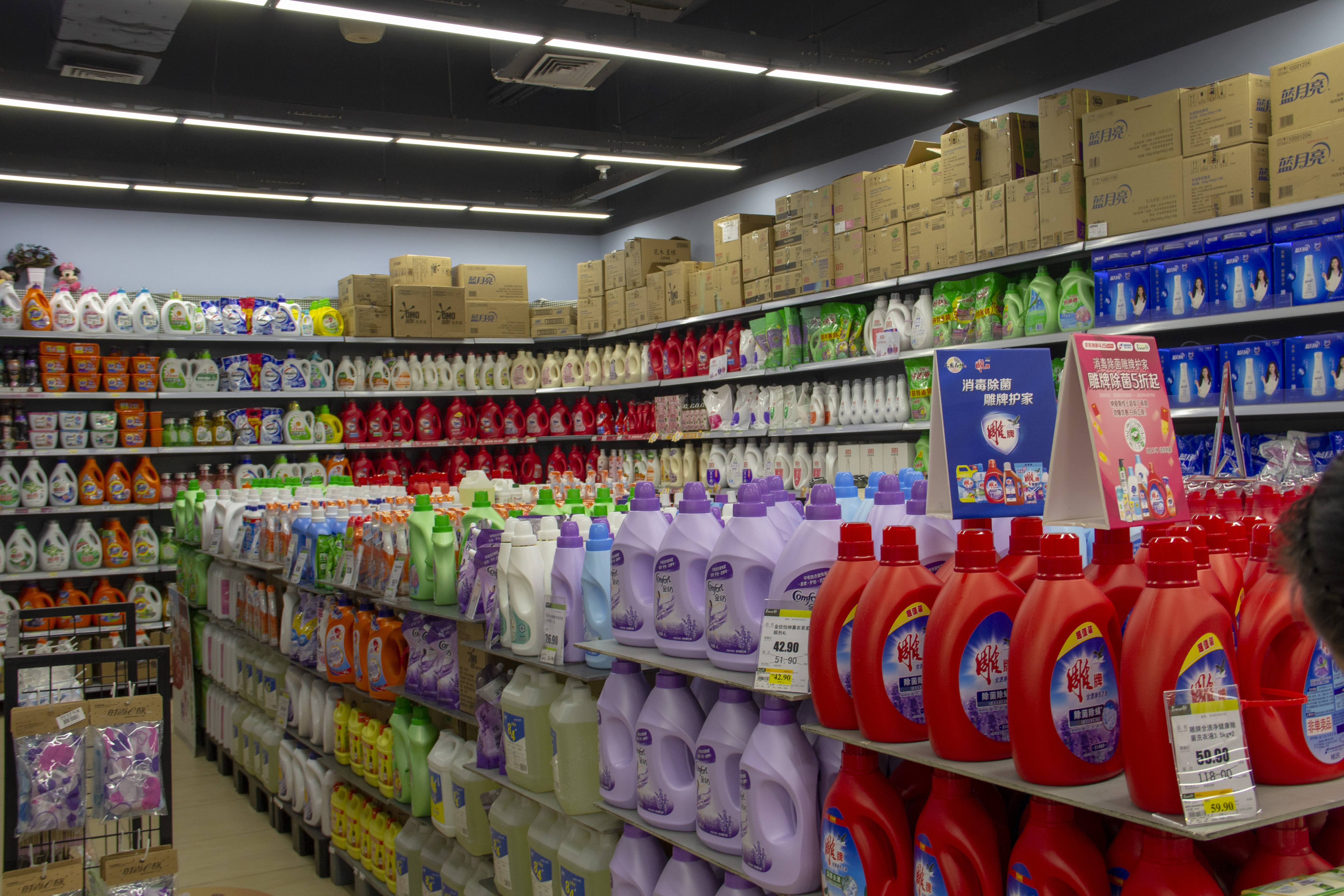
Detersivi per bucato
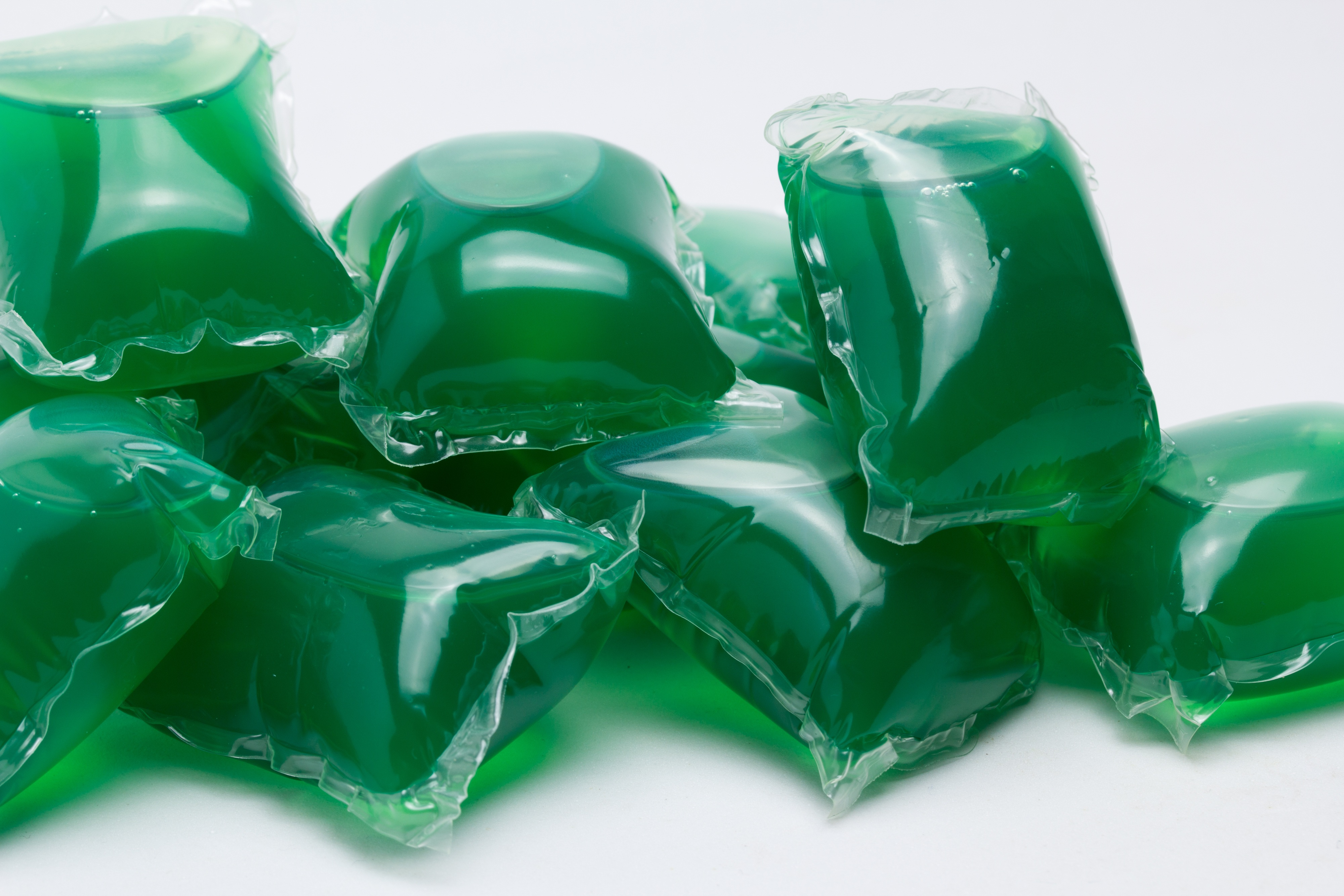
Capsule di detersivo liquido verde.
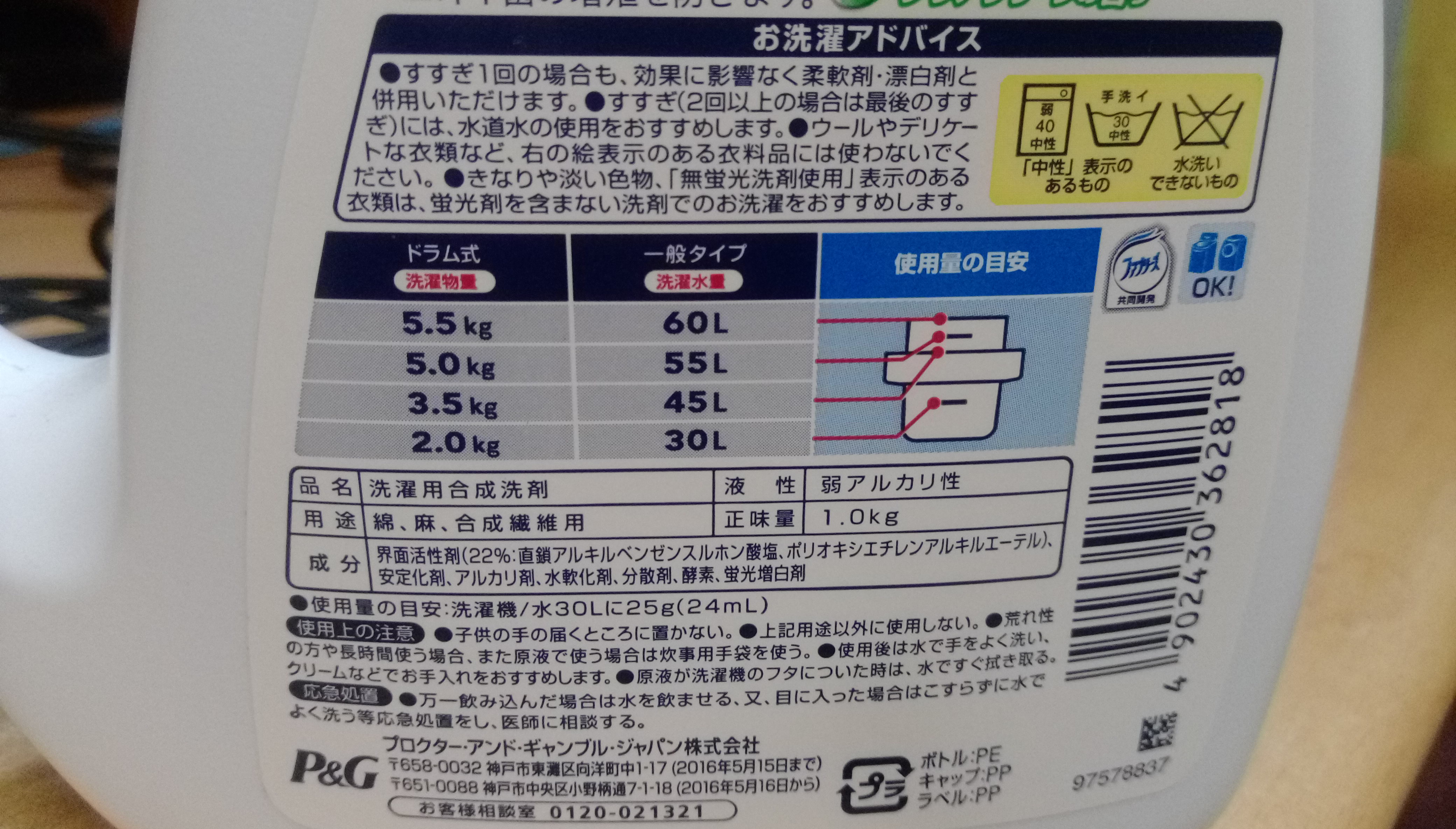
Istruzioni e informazioni su un'etichetta di detersivo.
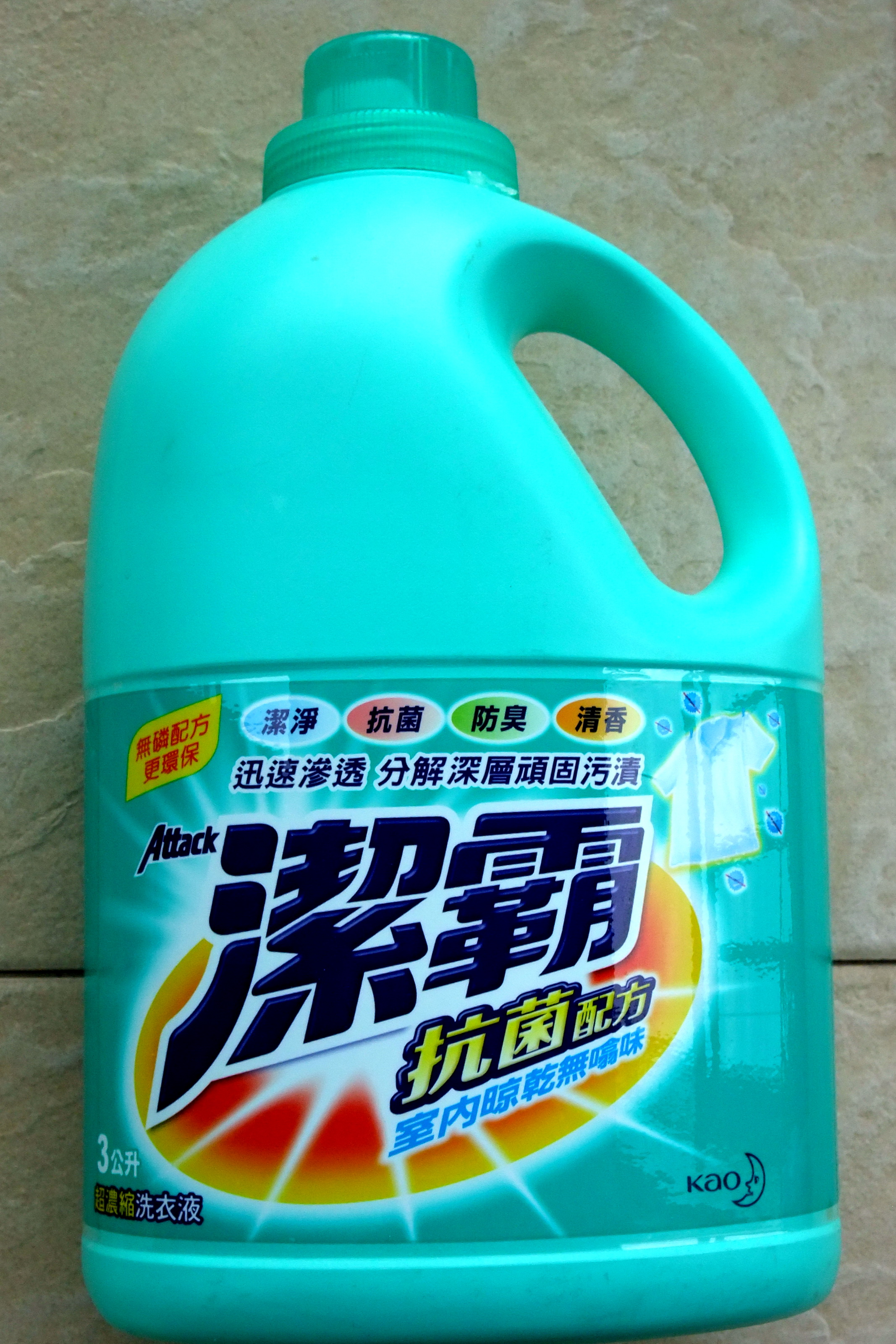
Detersivo per bucato antibatterico.